# Alphonse Legros
Pour les articles homonymes, voir Legros.
Alphonse Legros né le 8 mai 1837 à Dijon et mort le 8 décembre 1911 à Watford est un peintre, graveur, sculpteur et médailleur français naturalisé britannique.
Il s'est illustré comme enseignant au University College de Londres et a marqué l'art du dessin au Royaume-Uni à la fin de l'époque victorienne.

## Biographie
Alphonse Legros est né d'un père comptable originaire de Véronnes, près de Selongey en Côte-d'Or. Adolescent, il fréquente l'École des beaux-arts de Dijon et devient apprenti chez maître Nicolardo, peintre d'images, pour se former au commerce de la peinture avant de gagner Paris sous le patronage de Jean-Baptiste Beuchot en 1851, où il occupe de petits emplois chez les artisans d'art. Il entre à la Petite École où il fait la connaissance de Jules Dalou, d'Auguste Rodin, Charles-Émile Cuisin, Henri Fantin-Latour et des frères Guillaume et Félix Régamey dans l'atelier d'Horace Lecoq de Boisbaudran. Il suit les cours du soir de l'École des beaux-arts de Paris en se liant avec le peintre américain Whistler. Sa première eau forte connue s'intitule Paysage et date de 1854.
Un de ses portraits est accepté au Salon de 1857 : on le considère alors comme un peintre réaliste. Il multiplie les eaux-fortes, en particulier des portraits et des scènes quotidiennes comme la Charrette ou le Pêcheur. Mais il traite aussi des sujets religieux comme en témoignent ses tableaux Le Calvaire, L'Angélus (1859) ou Ex-voto. Invité par Edgar Degas, il participe à la deuxième exposition des impressionnistes sans vraiment partager leurs approches picturales et s'intéresse de plus en plus à la gravure sur cuivre.

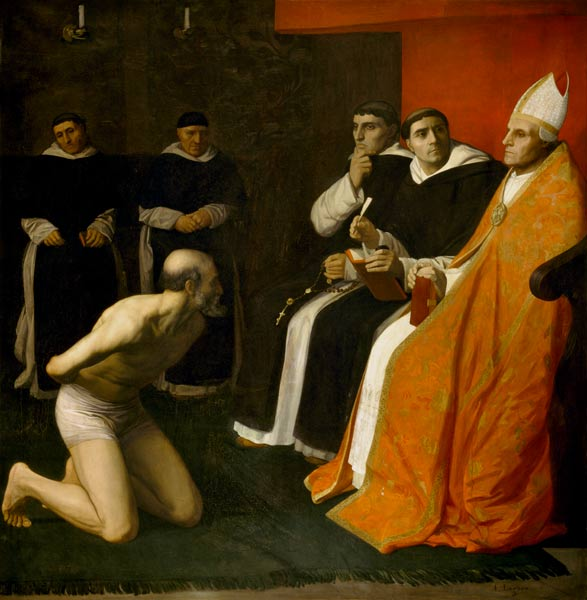
Une amende honorable (vers 1868), Paris, musée d'Orsay.

Poussé par Whistler, il s'installe à Londres en 1863 et épouse Frances Rosetta Hodgson en 1864. Après diverses activités artistiques alimentaires, il obtient d'abord un poste de professeur de gravure à la South Kensington School of Art avant d'être appelé au University College de Londres où, de 1876 à 1892, il est un maître dévoué à son enseignement et à ses élèves, approfondissant l'étude des artistes anciens comme Holbein, Rubens ou les dessinateurs italiens de la Renaissance. De fait, son influence sur les dessinateurs britanniques de la fin du siècle est importante et durable, il participe au regain d'intérêt de l'époque pour la gravure, et est l'un de ceux qui remettent à l'honneur la pointe d'argent, une technique alors tombée en désuétude. En 1880, il est membre fondateur de la Royal Society of Painter-Printmakers. Sans être parfaitement anglophone, mais reconnu par l’establishment, il obtient la nationalité britannique en 1881 et poursuit sa création en Angleterre, surtout dans le domaine de la gravure (eau-forte, pointe sèche), sans abandonner cependant ses liens avec la France : en 1862, il est membre fondateur de la Société des aquafortistes cofondée par Alfred Cadart à Paris, avec lequel il restera en lien.
Par ailleurs, il figure aux côtés de Charles Baudelaire, James Whistler, Eugène Delacroix ou encore Édouard Manet dans le célèbre tableau de l’Hommage à Delacroix peint par son ancien camarade Henri Fantin-Latour en 1864 et conservé à Paris au musée d'Orsay, qui conserve aussi de Legros un portrait de Léon Gambetta, peint en 1875. 
Il héberge à Londres le sculpteur Jules Dalou en 1871 quand celui-ci doit fuir la répression de la Commune de Paris, dont il grave deux portraits,. Celui-ci élabore un buste de Legros vers 1876. Il entretient aussi une amitié ancienne avec Auguste Rodin, qu'il peint en 1882 et qu'il initie à la gravure lors du séjour du sculpteur au Royaume-Uni en 1881. Rodin réalise également un buste de Legros en 1881-1882.
Albert Besnard, qu'il avait initié à Londres à l'art de l'eau-forte dans les années 1870, exécute son portrait à la gouache en 1883.
Alphonse Legros retrouve des chemins créatifs moins contraints après son départ à la retraite en 1892. Il dessine et grave des sujets divers, paysages de campagne, activités des humbles ou scènes plus dramatiques, sans abandonner les portraits d'artistes contemporains (Victor Hugo, Jules Dalou, Hector Berlioz, Charles Holroyd (en)) ou de personnages influents de la gentry (Thomas Henry Huxley, le cardinal Manning, lord Cavendish).
Alphonse Legros laisse également quelques travaux de sculpture, en dehors de la gravure de médaillons, par exemple dans la création de fontaines pour le duc de Portland.
Son œuvre gravé comprend plus de 700 pièces, dont une cinquantaine de lithographies.
Il meurt non loin de Londres, à Watford, le 8 décembre 1911.

Portraits représentant Alphonse Legros
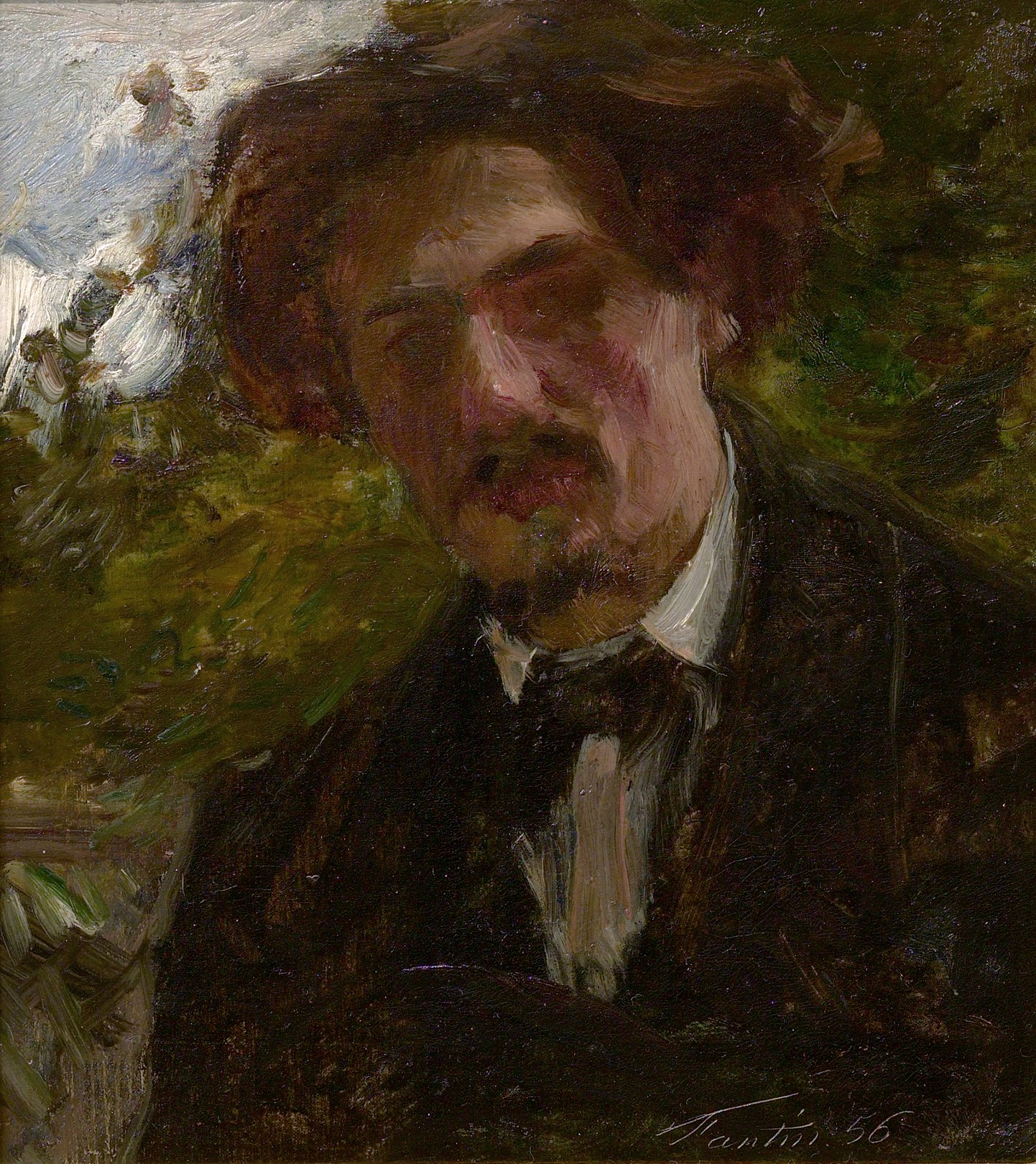
Henri Fantin-Latour, Portrait de l'artiste Alphonse Legros (1856), Minneapolis Institute of Art.
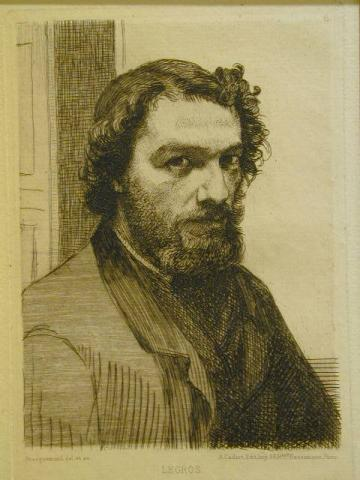
Félix Bracquemond, Portrait de Legros (1874), gravure[12].
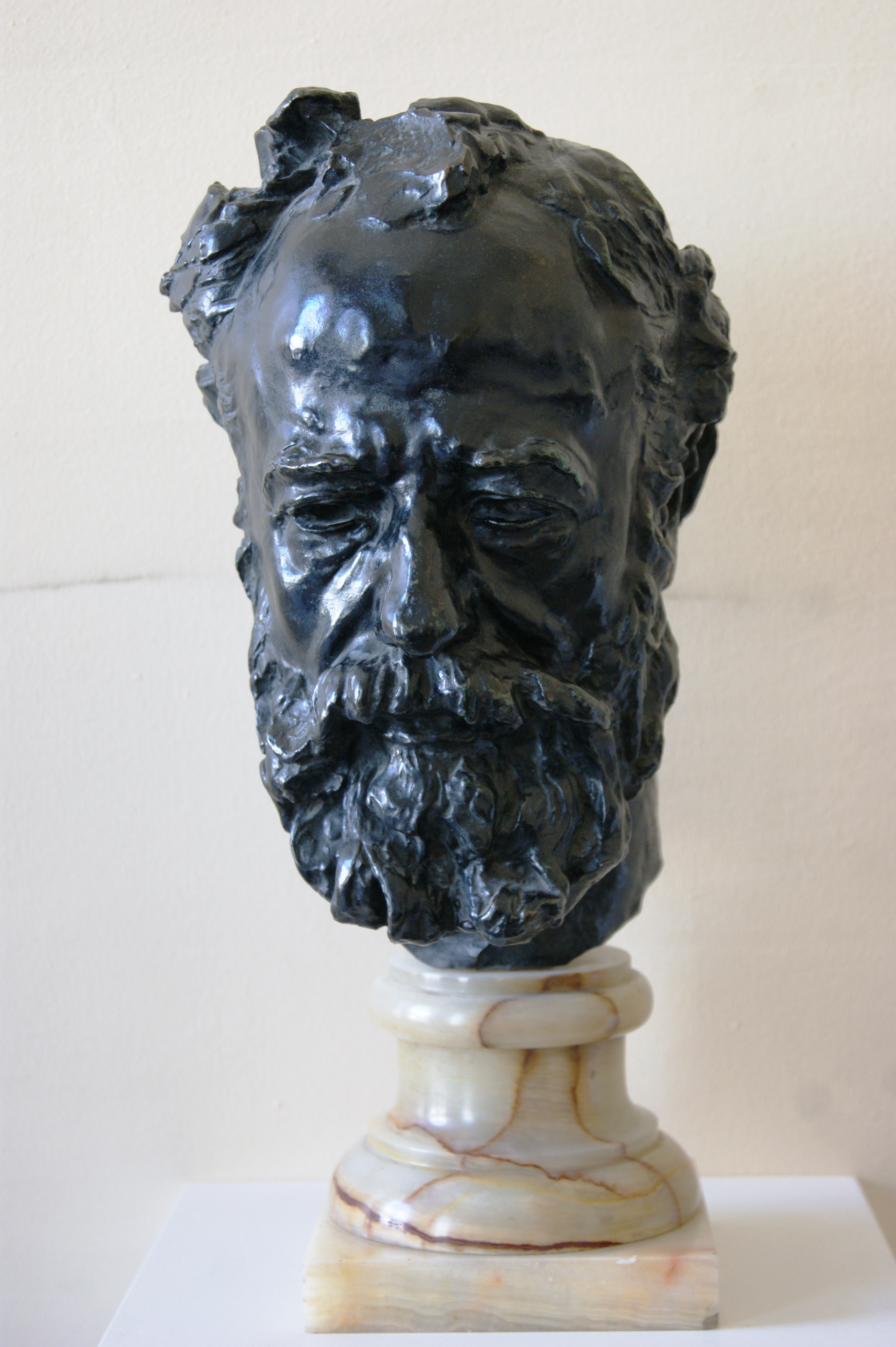
Auguste Rodin, Alphonse Legros (1881-1882), Paris, musée Rodin.
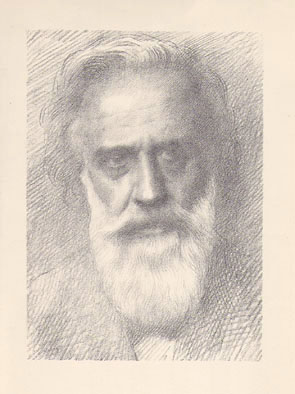
Alphonse Legros, Autoportrait (1898), lithographie[13].

## Collections publiques
États-Unis

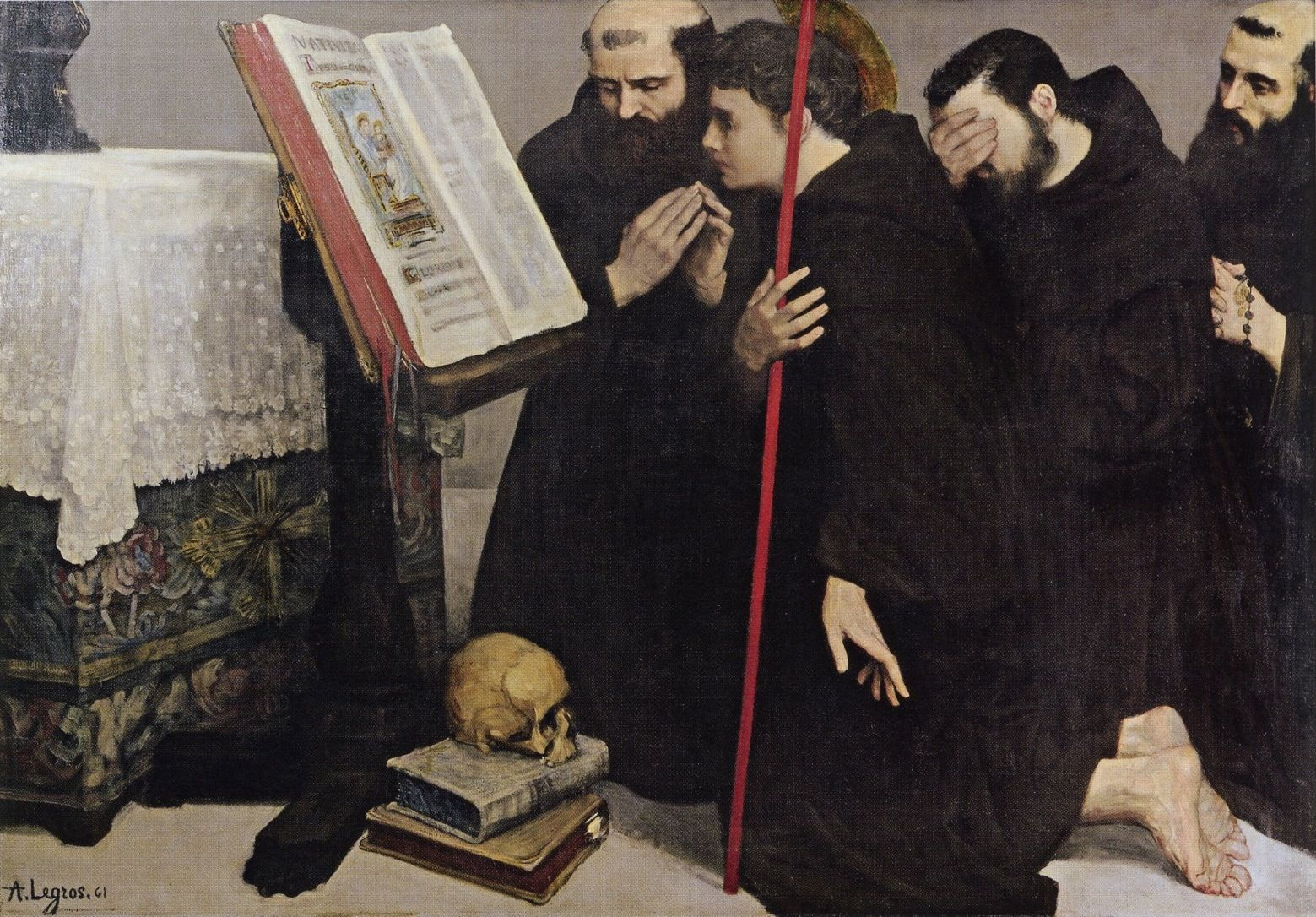
La Vocation de saint François (1861), Alençon, musée des Beaux-Arts et de la Dentelle.

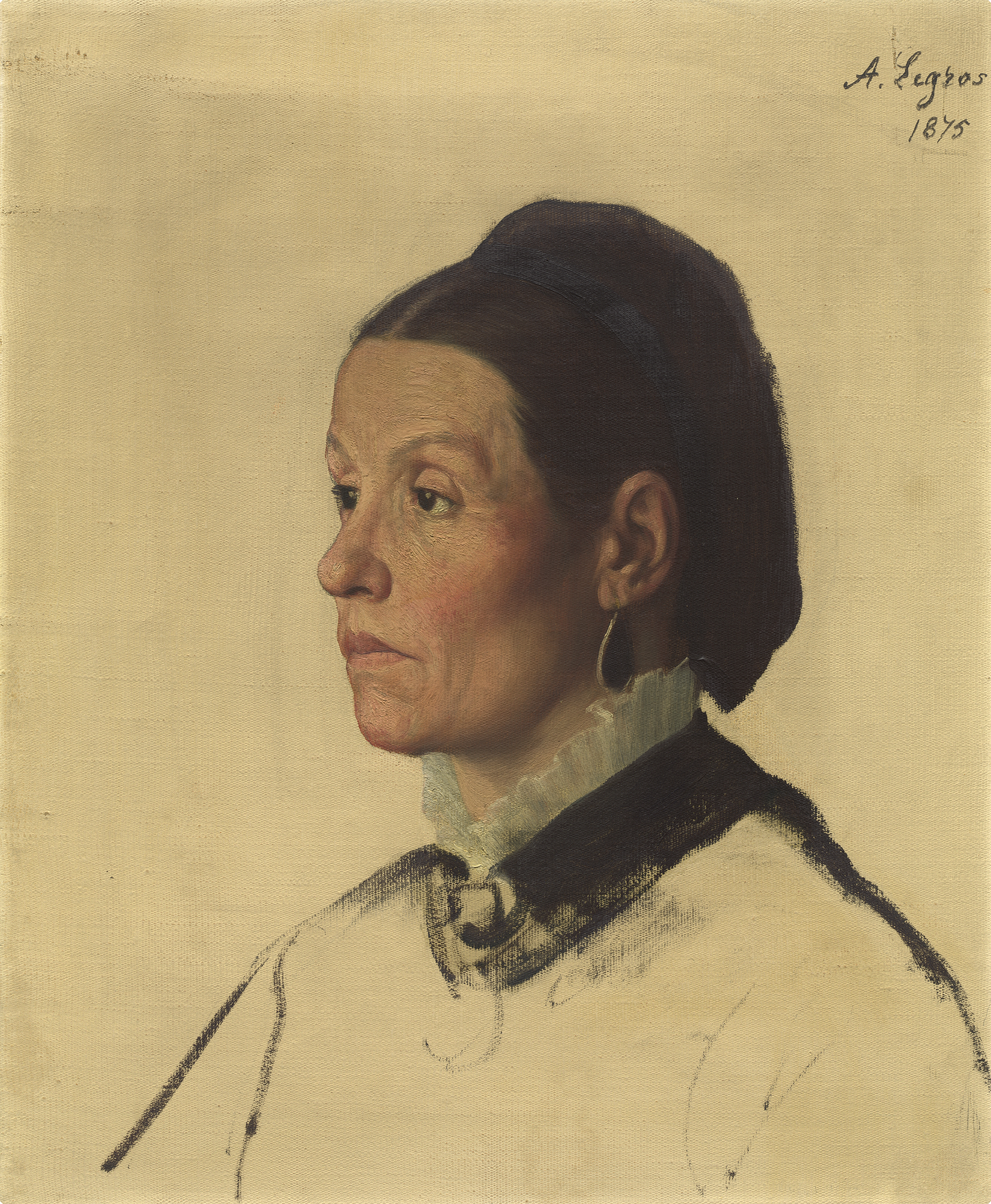
Portrait de femme (1875), Washington, National Gallery of Art.

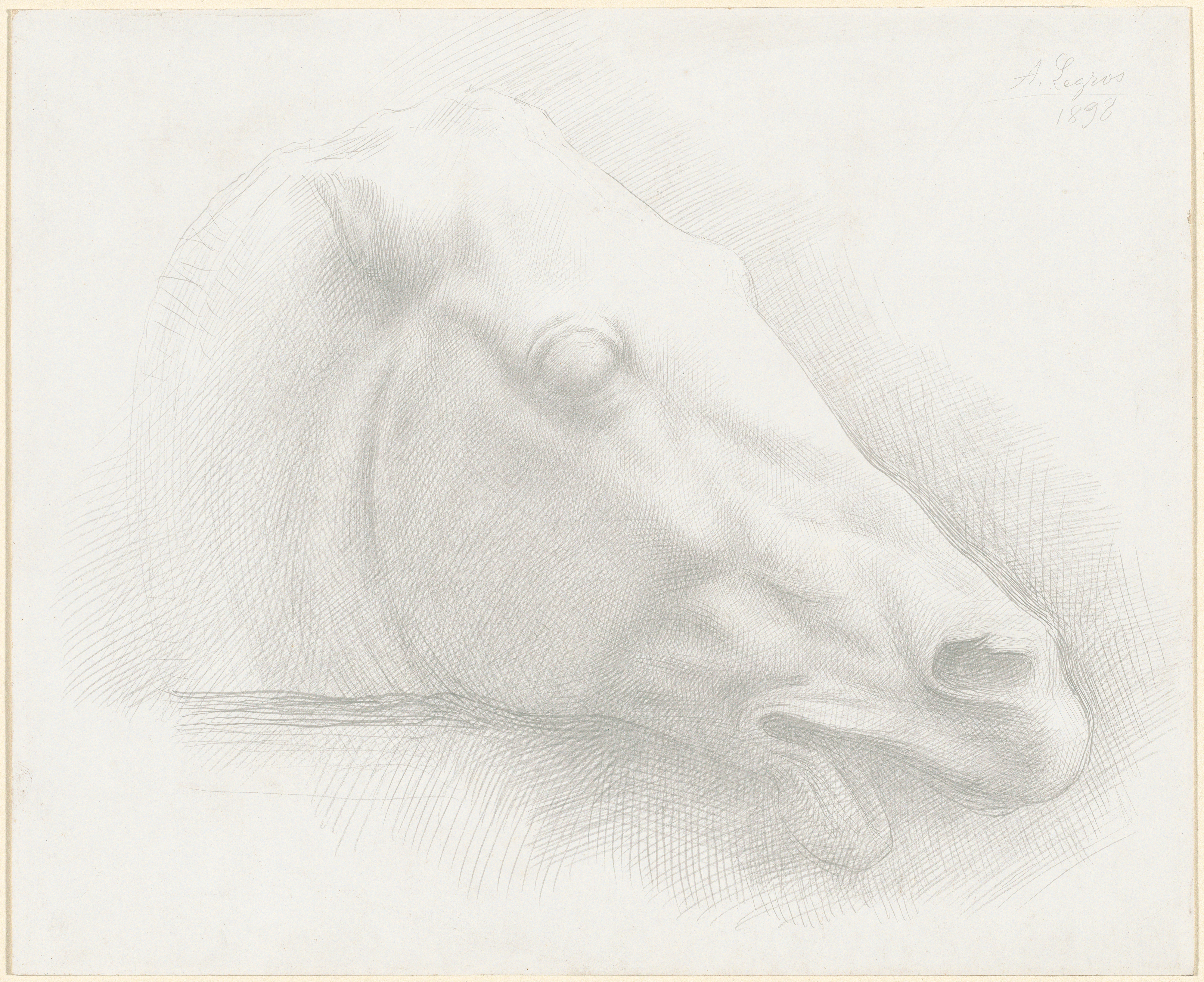
Tête d'un cheval du Parthénon (1898), pointe d'or, Washington, National Gallery of Art.

- Washington, National Gallery of Art : fonds de plus de 500 œuvres, essentiellement des estampes et des dessins[14].

France
- Alençon, musée des Beaux-Arts et de la Dentelle : La Vocation de saint François, 1861, huile sur toile.
- Dijon, musée des Beaux-Arts : 
  - Ex-voto, 1861, huile sur toile ;
  - Credo, 1861, huile sur toile, 46 x 39 cm ;
  - Étude de tête d'homme, 1861-1863, huile sur toile ;
  - Étude de tête d'homme barbu, 1876-1892, huile sur toile ;
  - Étude de tête d'homme de face, 1876-1892, huile sur toile ;
  - Étude de tête d'homme vue de profil, 1876-1892, huile sur toile ;
  - Le Songe de Jacob, 1879, huile sur toile ;
  - Une rue à Baitz, huile sur toile, 54 × 41 cm.
- Paris :
  - musée d'Orsay :
    - Portrait de Léon Gambetta, huile sur toile ;
    - Le Calvaire, 1874, huile sur toile ;
    - Une amende honorable, vers 1868, huile sur toile[15].
    - Le Christ mort, 1888, huile sur toile, 25 × 151 cm[16]

  - musée Rodin :
    - Portrait d'Auguste Rodin, 1882, huile sur toile ;
    - Jules Dalou, 1876, pointe sèche ;
    - Auguste Rodin, 1881, pointe sèche ;
    - Trois Frênes, gravure.

Royaume-Uni
- Cambridge, Fitzwilliam Museum : Hector Berlioz, 1860, gravure.
- Londres :
  - Royal Academy :
    - Edward Poynter, 1877, gravure ;
    - William Rothenstein, gravure ;
    - George Frederic Watts, 1897, médaillon en bronze.

  - Tate Gallery :
    - Le Christ mort, huile sur toile ;
    - Le Repas des pauvres, huile sur toile ;
    - Le Cardinal Manning, médaillon en bronze.

## Estampes et dessins
- Autoportrait, 1880
- Thomas Carlyle
- Seymour Haden
- Dr C. Hitchcock
- Victor Hugo
- Charles Holroyd (en), 1905
- Thomas Henry Huxley
- La Mort de saint François, 1869
- Les Ramasseurs de champignons
- Le Repos du voyageur
- La Mort du vagabond
- La Mort et le bûcheron, 1880
- Le Bonhomme Misère (série)
- Le Mendiant
- Le Grand Espagnol
- La Charrette
- Paysan breton

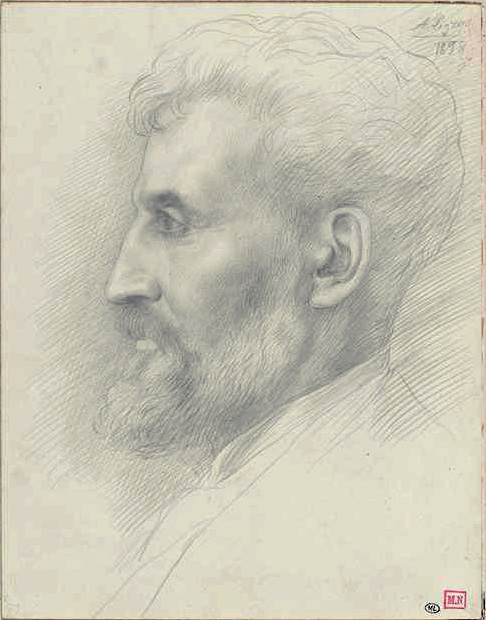
Portrait d'Édouard Lanteri, sculpteur (1898), pointe d'argent, Paris, musée du Louvre.

- Paysannes des environs de Boulogne
- La Femme au panier
- Le Repos du berger
- Les Moutons retrouvés
- Le Joueur de contrebasse, 1869
- Les Pêcheurs d'écrevisses
- Le Pêcheur à la ligne
- Le Chaudronnier ou Le Rétameur de campagne, 1874
- Brumes du Matin
- Solitude
- Paysage au bateau, 1869
- L'Orage
- La Meuse, 1869
- Paysage à la mare, 1869
- Le Long de la rive
- La Petite Chaumière
- Les Berges de la Somme près d'Amiens
- La Ville en travaux

## Élèves
- Albert Besnard
- Reginald Grenville Eves
- Auguste Rodin[8]

Estampes d'Alphonse Legros
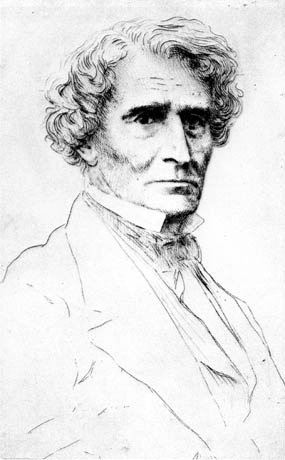
Portrait d'Hector Berlioz, pointe sèche.
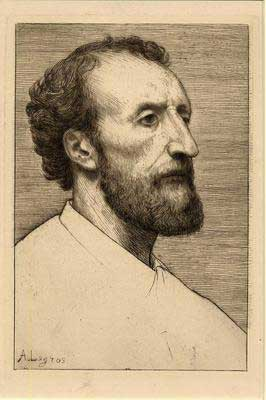
Portrait de Jules Dalou, 2e planche, eau forte.
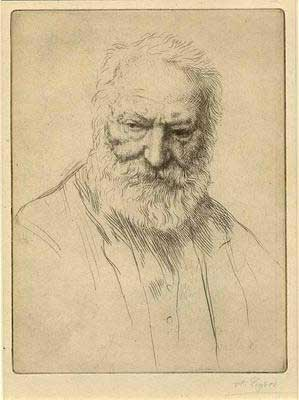
Portrait de Victor Hugo, eau forte.
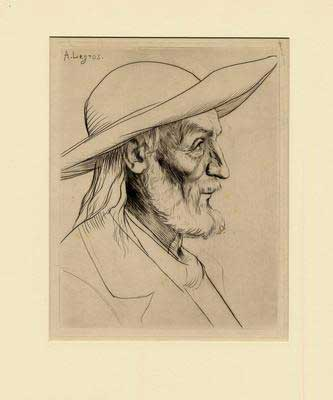
Paysan breton, eau forte.
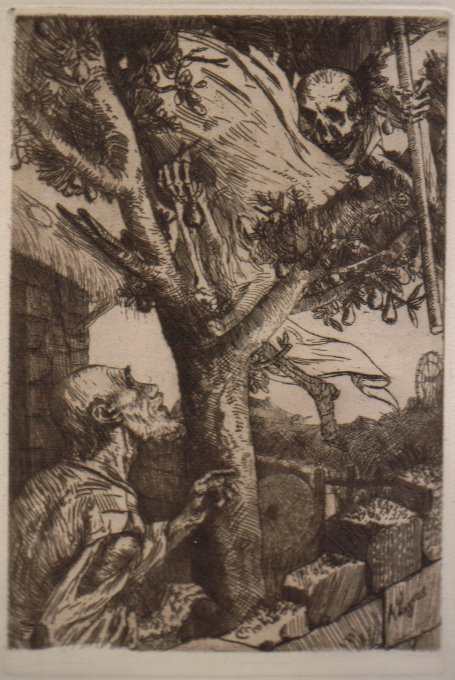
La Mort et le bûcheron, gravure.
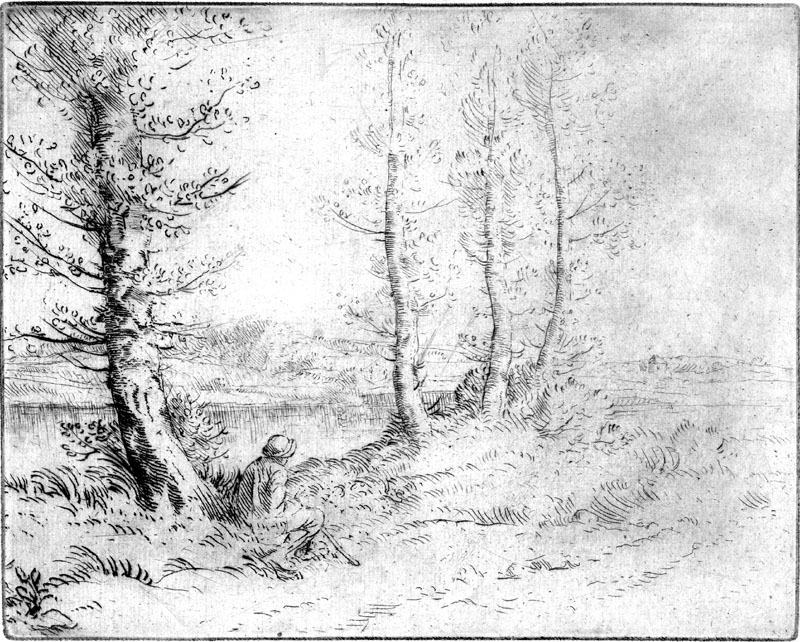
Le Long de la rive, gravure.
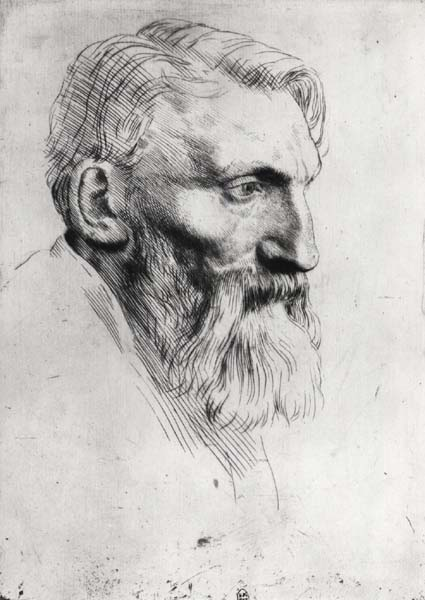
Auguste Rodin (1881), pointe-sèche.

Peintures d'Alphonse Legros
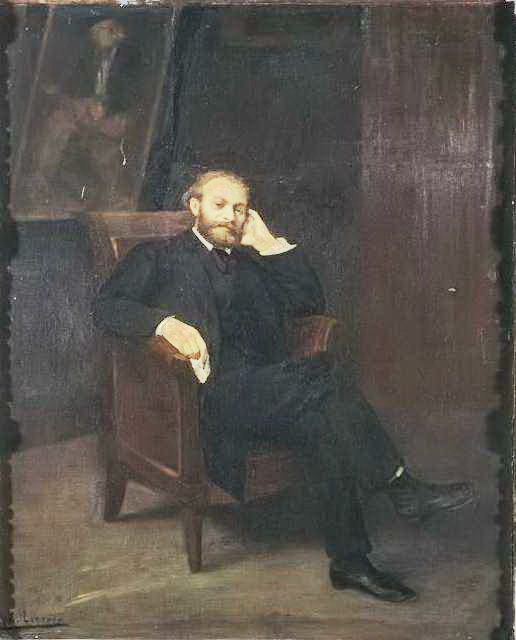
Portrait d'Édouard Manet (1863), Paris, Petit Palais.
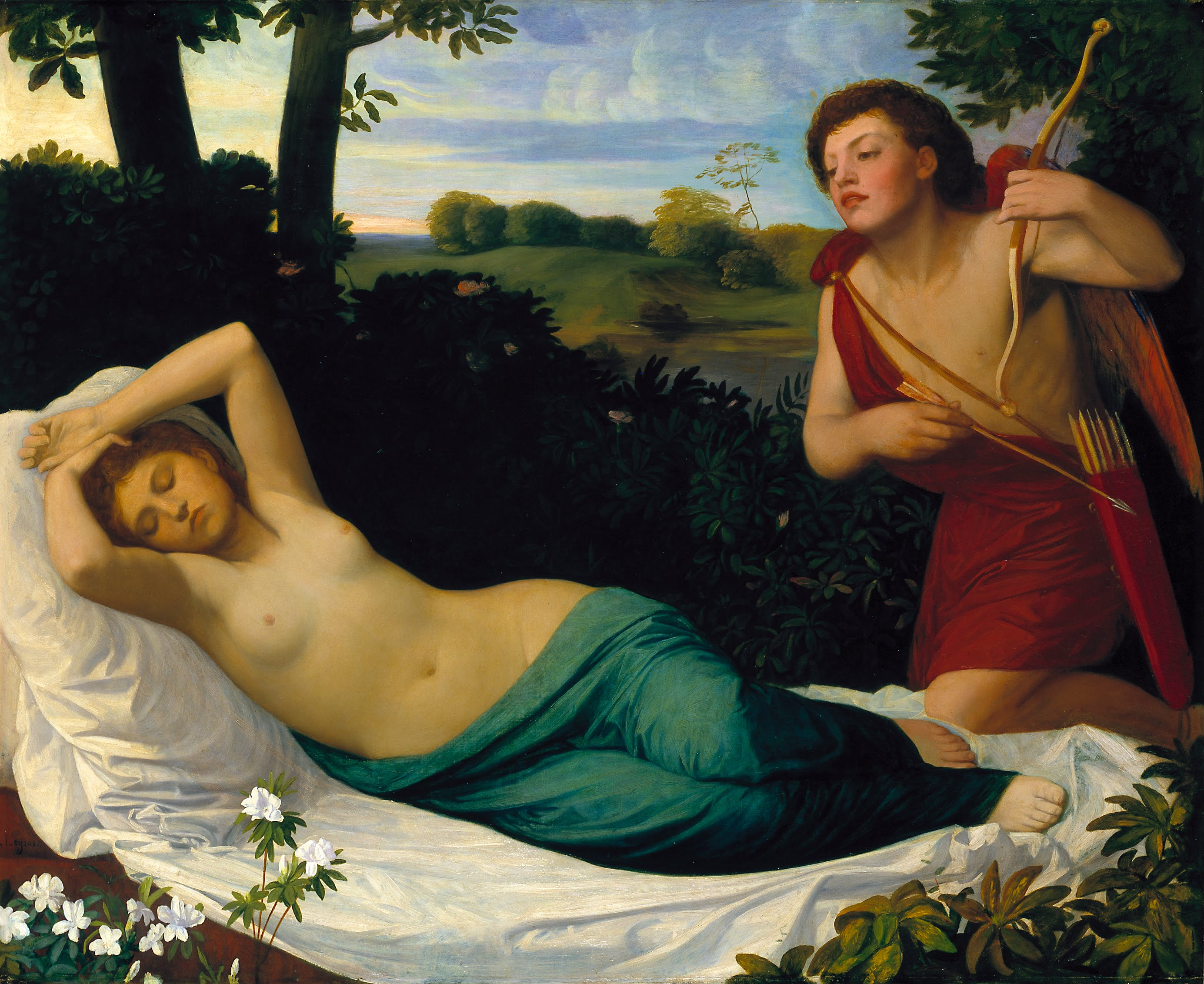
Cupidon et Psyché (avant 1867), Londres, Tate Britain.
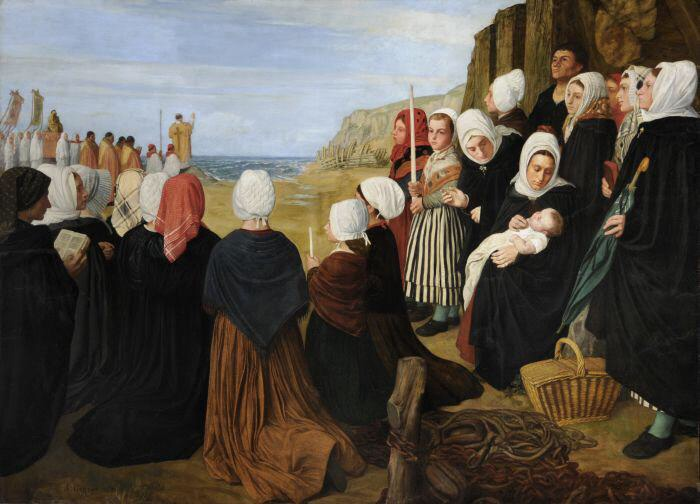
Bénédiction de la mer (1872), Sheffield, Graves Art Gallery (en).
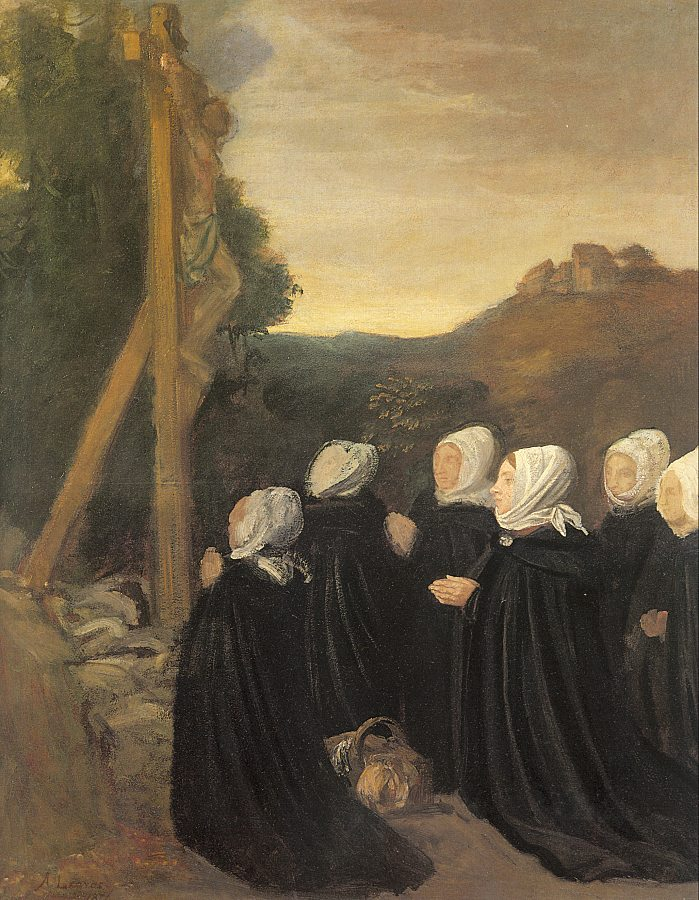
Le Calvaire (1874), Paris, musée d'Orsay.
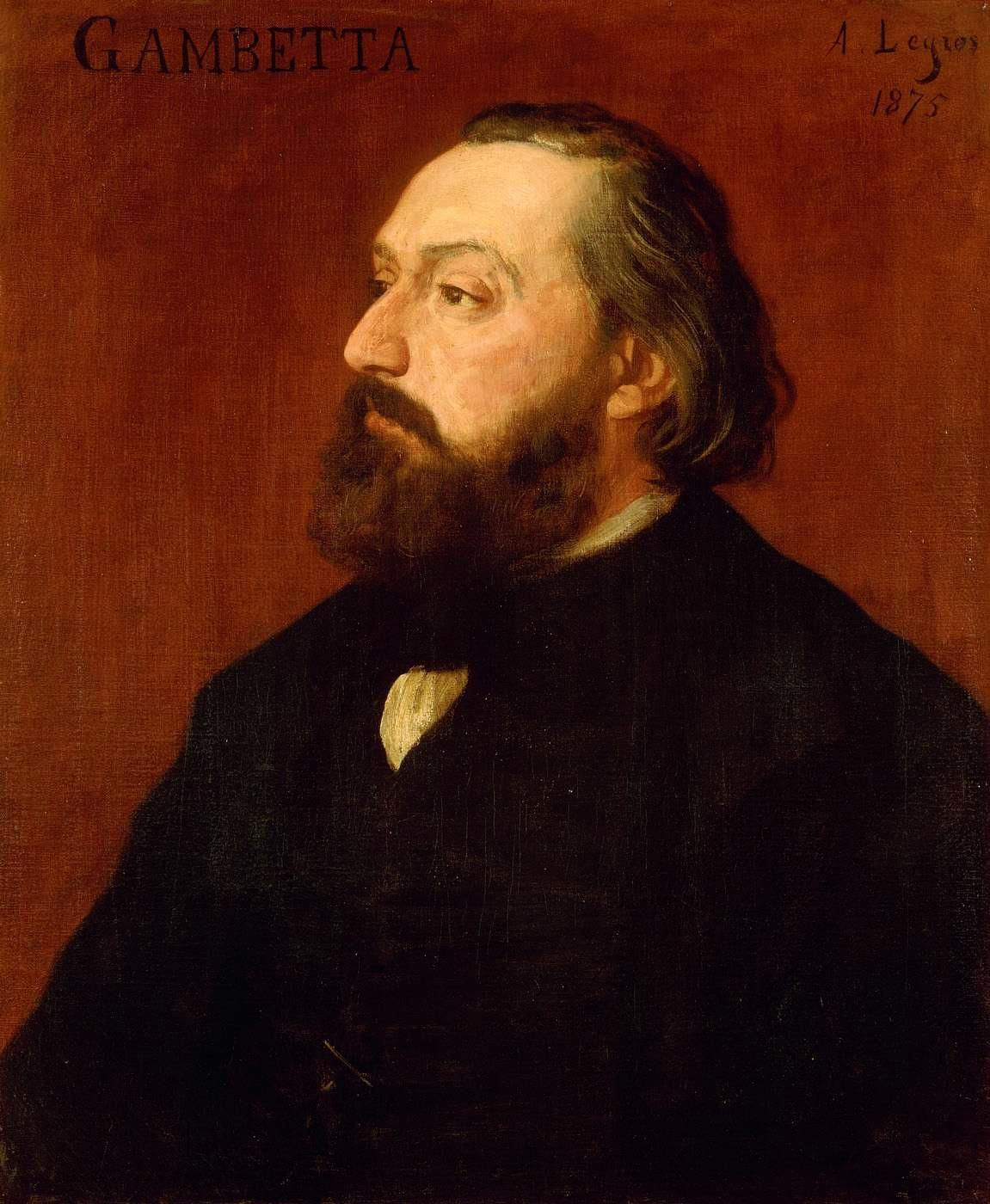
Portrait de Léon Gambetta (1875), Paris, musée d'Orsay.
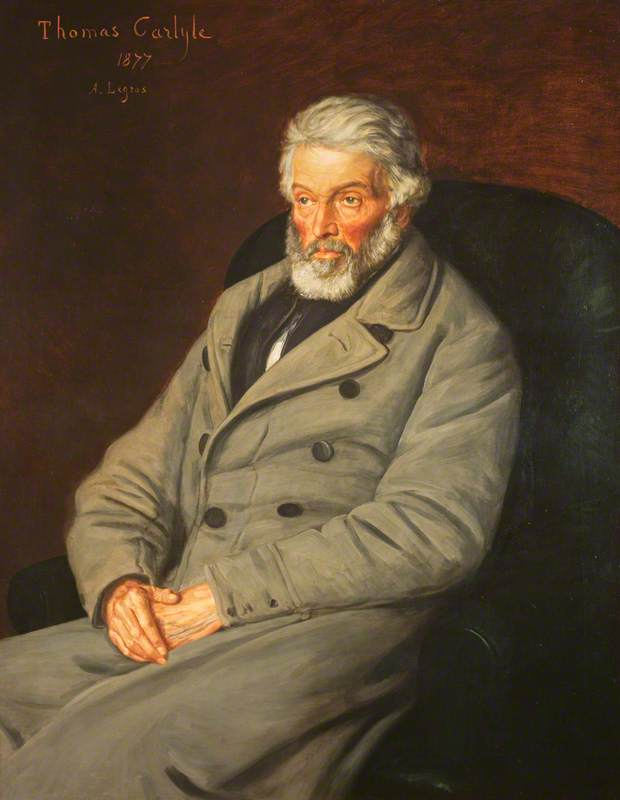
Thomas Carlyle (1877), Édimbourg, Galerie nationale d'Écosse.
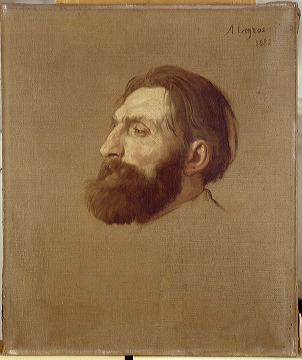
Portrait d'Auguste Rodin (1882), Paris, musée Rodin[17].
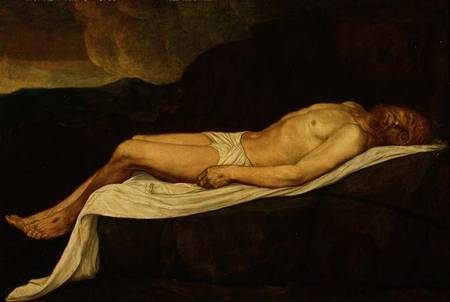
Christ mort (1888), Paris, musée d'Orsay.

Sculptures d'Alphonse Legros
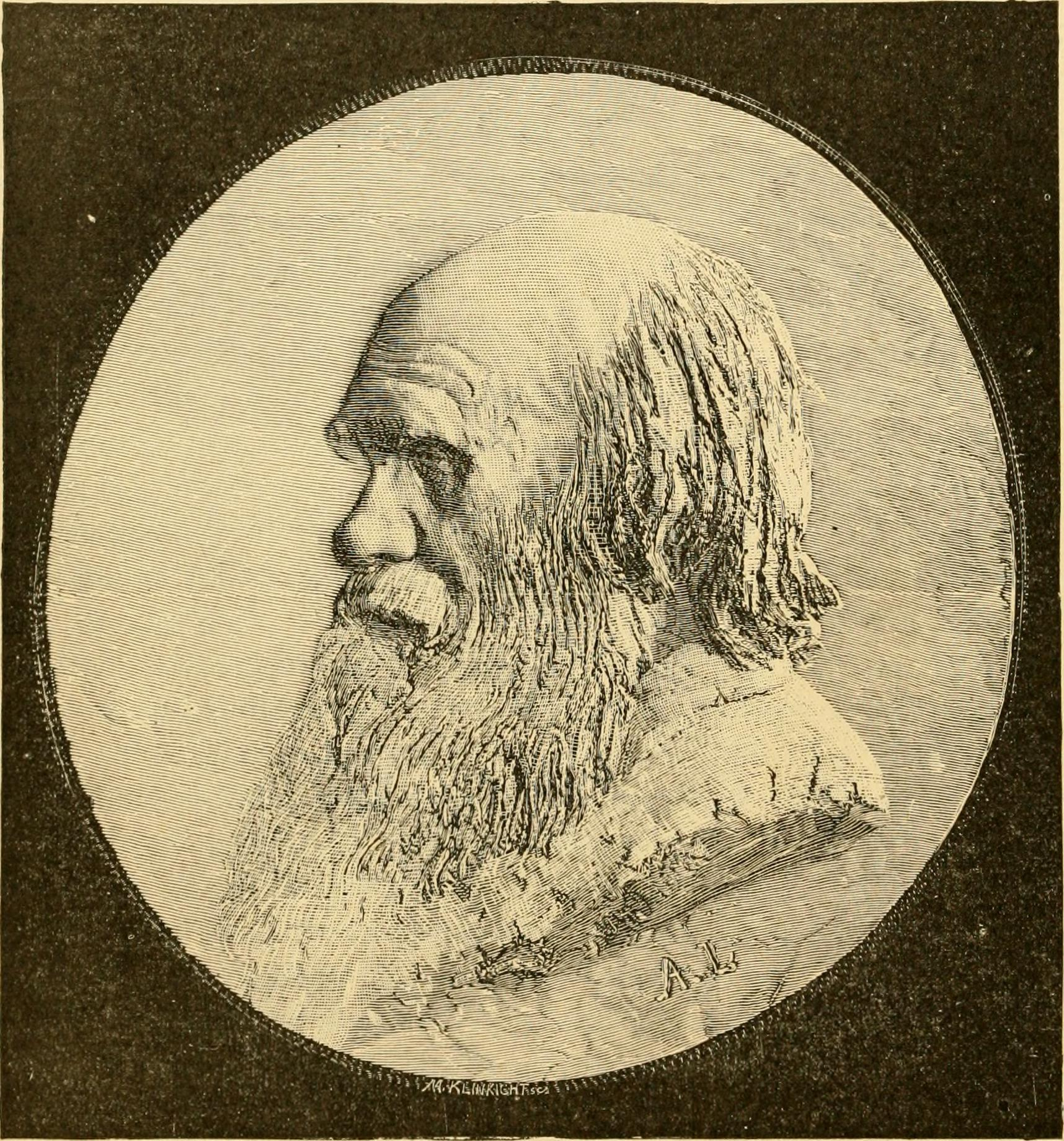
Charles Darwin (1881), gravure de M. Klinkicht d'après le médaillon de Legros.
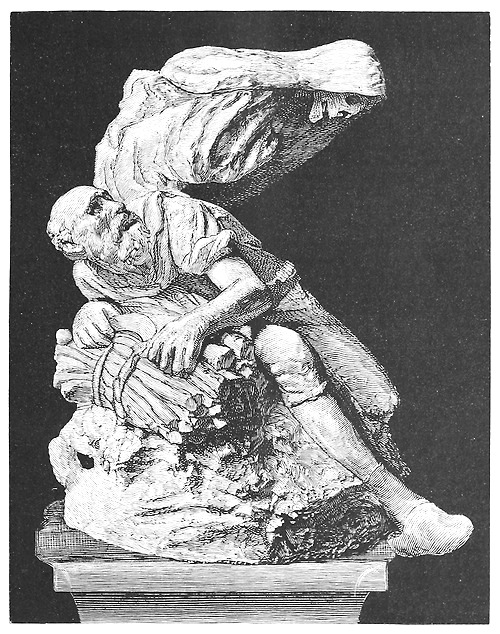
La Mort et le bûcheron (1882), gravure d'après le plâtre non localisé.
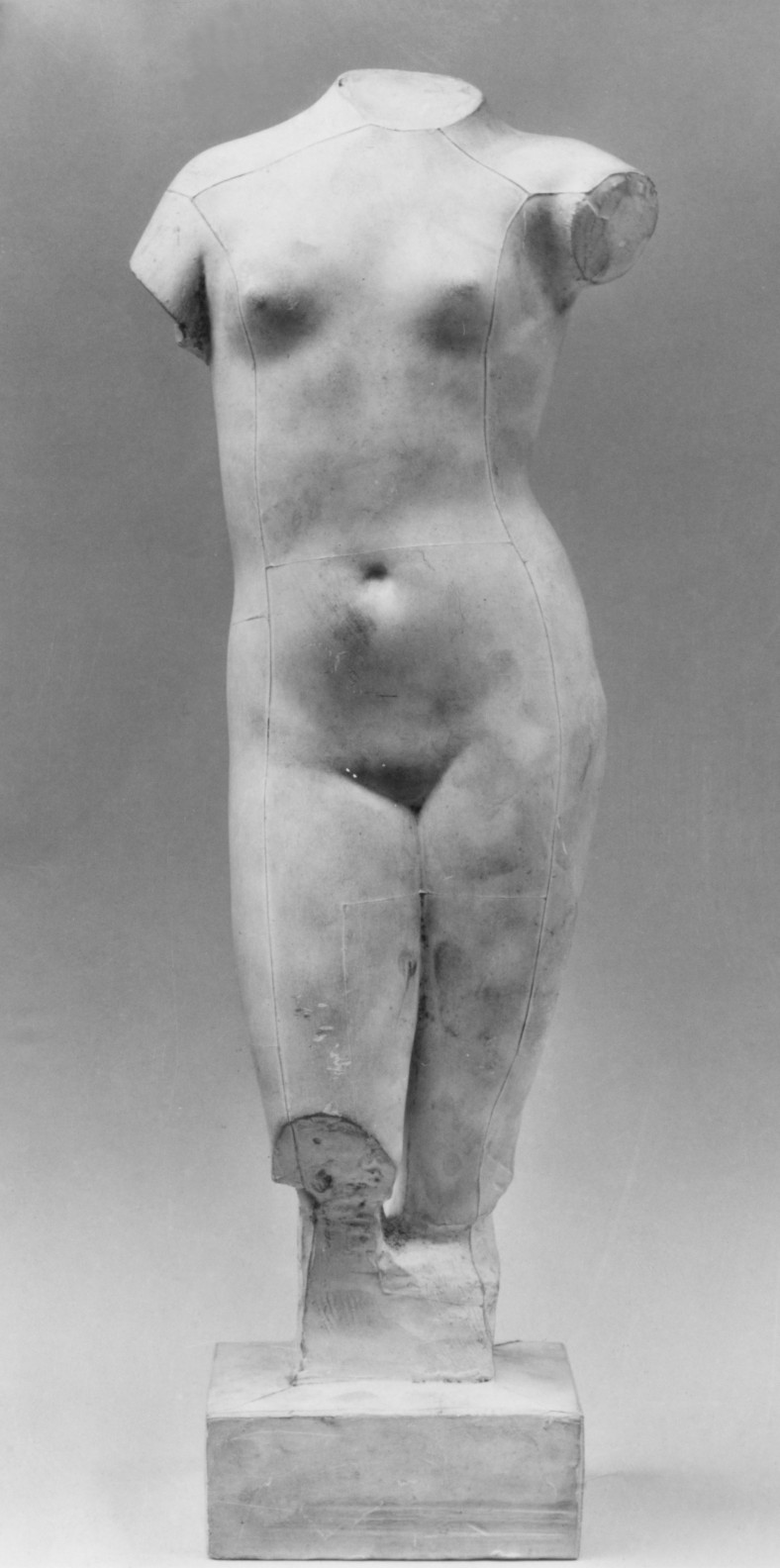
Torse (1892), plâtre, New York, Metropolitan Museum of Art.
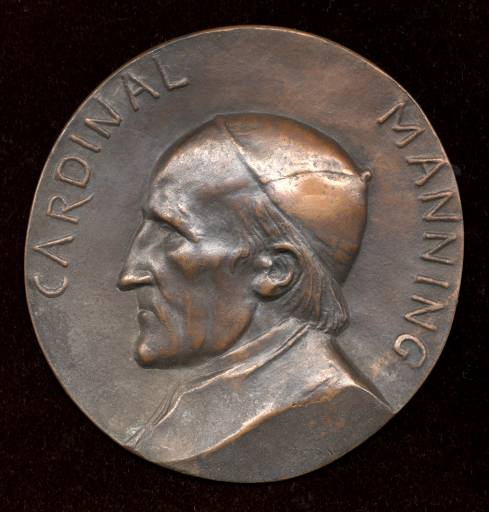
Le Cardinal Manning (vers 1903), médaillon en bronze.